# FDP-Bundesparteitag 2020
Koordinaten: 52° 29′ 56,2″ N, 13° 22′ 28,3″ O

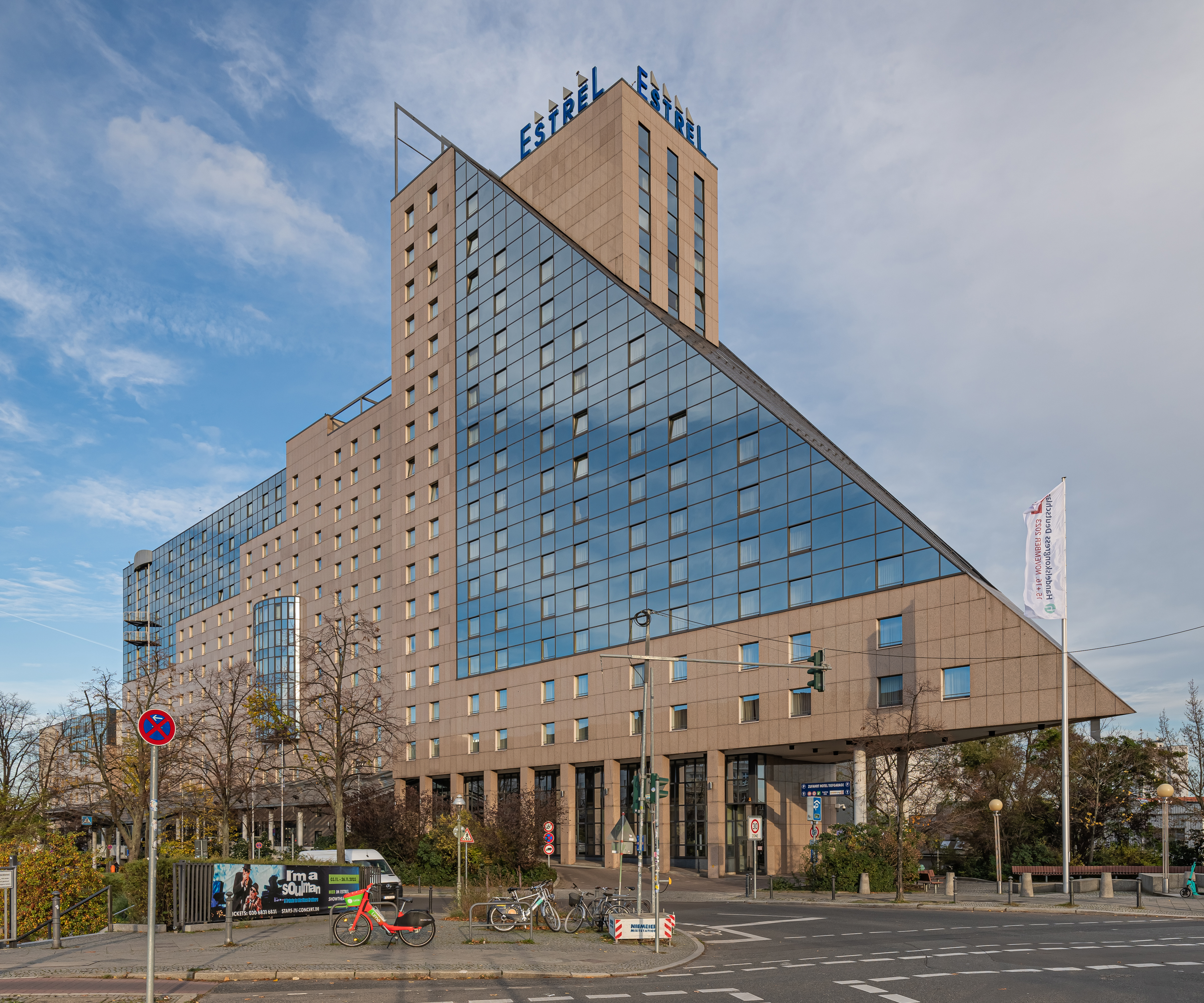
Das Estrel in Berlin-Neukölln

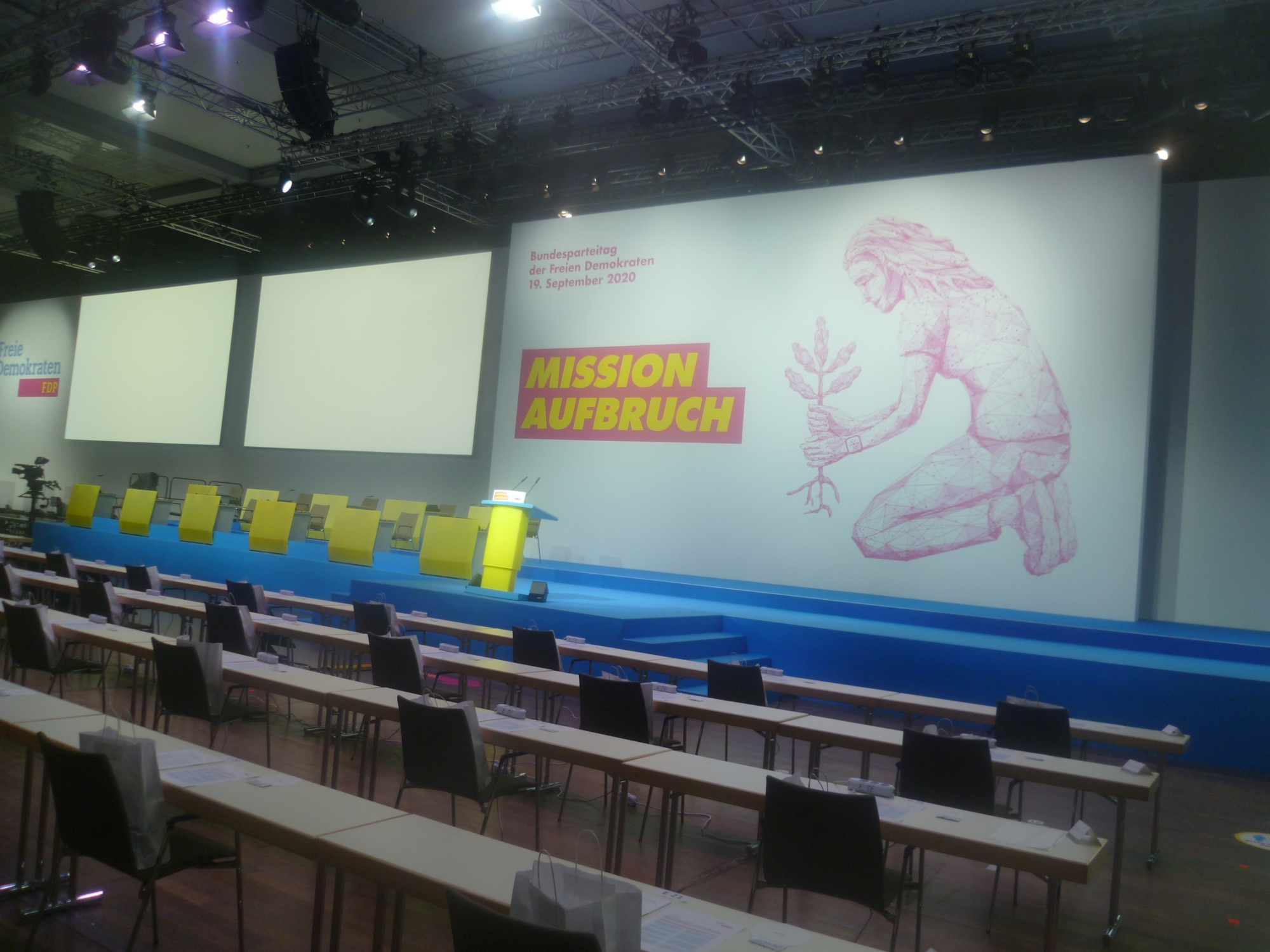
FDP Bundesparteitag unter dem Motto „Mission Aufbruch“

Der FDP-Bundesparteitag 2020 der FDP sollte ursprünglich am 16. und 17. Mai 2020 im Messezentrum STATION-Berlin in Berlin stattfinden. Am 13. März 2020 wurde der Parteitag auf Grund der COVID-19-Pandemie bis auf weiteres verschoben. Im Juni 2020 wurde der 19. September 2020 als Ersatztermin angekündigt, an welchem der Parteitag dann auch stattfand. Es handelt sich um den 71. ordentlichen Bundesparteitag der FDP in der Bundesrepublik Deutschland.

## Ablauf
Der Parteitag fand als erster Bundesparteitag nach Beginn der Corona-Pandemie nicht digital, sondern unter strengen Hygienevorkehrungen physisch vor Ort statt. Allerdings konnten Redner auch per Live-Video zugeschaltet werden. Um außerplanmäßig Wahlen für Teile des Parteivorstands durchzuführen, wurde ein außerordentlicher Parteitag zwischengeschoben.

## Beschlüsse
Beim Parteitag wurde ein Leitantrag zum wirtschaftlichen Wiederaufbau und gesellschaftlichen Aufbruch nach der Corona-Krise beschlossen. Des Weiteren beschloss die FDP einen Dringlichkeitsantrag, der ein Magnitsky Act für Deutschland sowie ein Moratorium für Nordstream 2 fordert, und sprach sich auf Antrag der Jungen Liberalen für eine Absenkung des Wahlalters auf 16 Jahre aus.

## Außerordentlicher Parteitag
Neben dem ordentlichen Parteitag fand auch ein außerordentlicher Parteitag zur Durchführung von Wahlen statt. Der Parteitag wählte Volker Wissing zum Nachfolger von Linda Teuteberg als Generalsekretär sowie Harald Christ zum Nachfolger von Hermann Otto Solms als Schatzmeister. Zudem wurden Bettina Stark-Watzinger, Lydia Hüskens und Florian Toncar in den Vorstand gewählt.